# Mustang (Königreich)

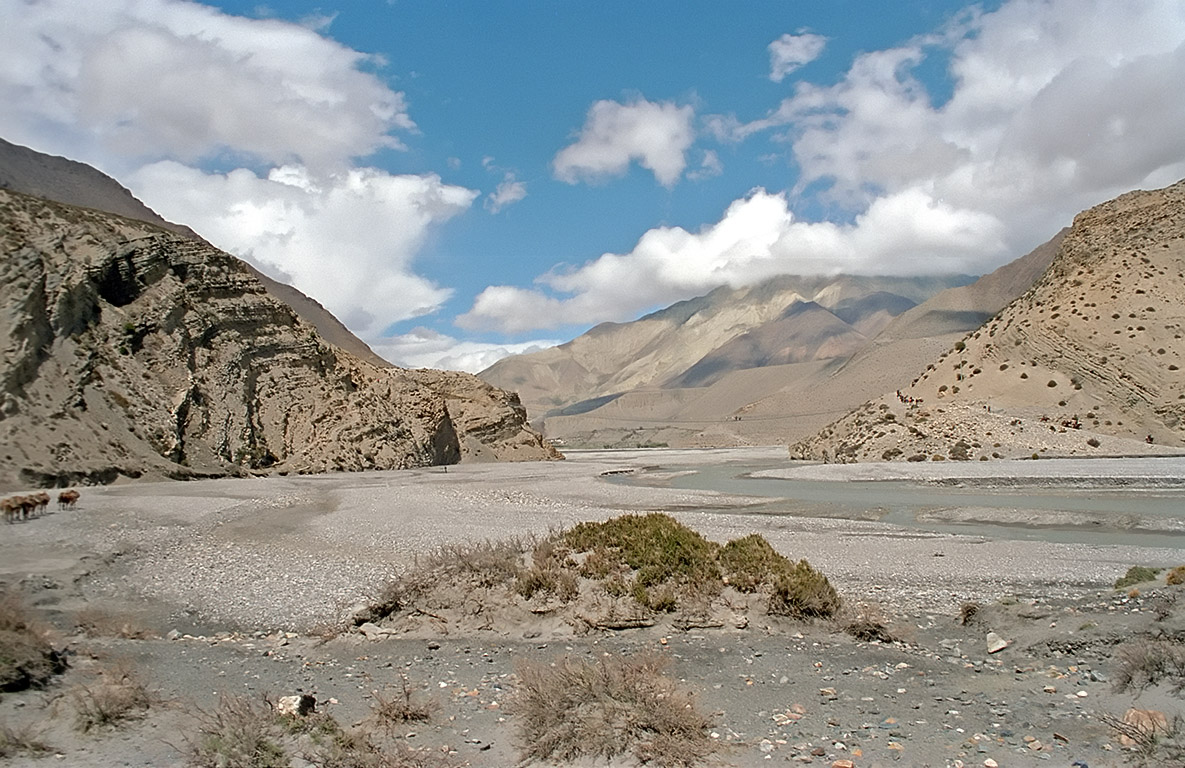
Tal der Kali Gandaki

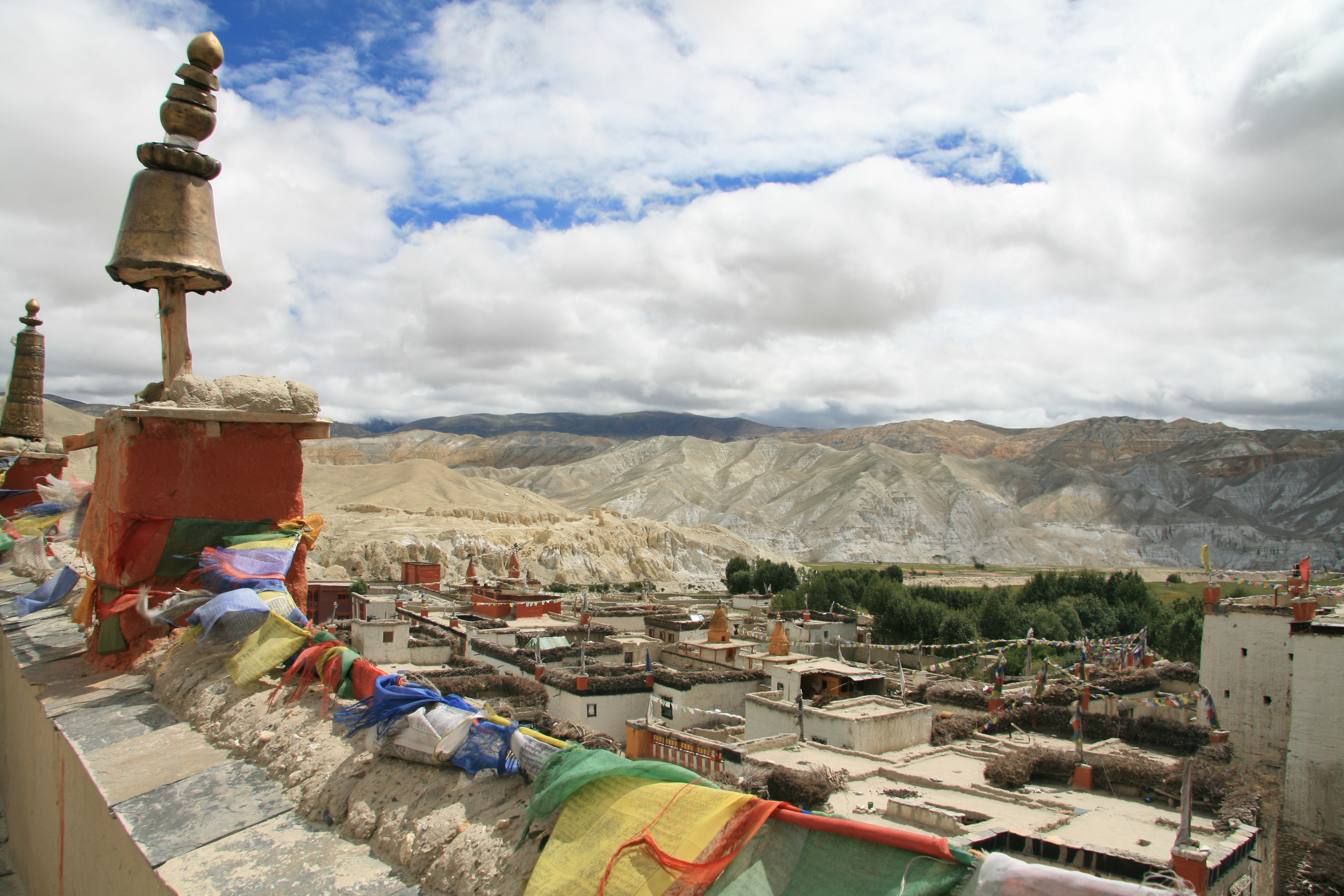
Lo Manthang

Mustang (auch Mustan; Nepali मुस्तांग oder मुस्ताङ) war ein unabhängiges buddhistisches Königreich im Himalaya. Es gehört heute zu Nepal und bildet den nördlichen Teil des nepalesischen Distrikts Mustang. Der Name ist nepalesischen Ursprungs. In der Landessprache wird das Land Lo (Süden) genannt.

## Geographie und Klima
Mustang liegt zwischen den nepalesischen Distrikten Dolpo, Myagdi und Manang und grenzt an Tibet. Das Gebiet ist 2.563 km² groß und liegt auf über 2.500 Meter Höhe nördlich des Annapurna-Massivs. Es ist aufgrund seiner Lage im Regenschatten der umgebenden Berge klimatisch trocken. Die jährliche Niederschlagsmenge beträgt um die 250–400 mm.
Das Land ist durch den Fluss Kali Gandaki (im Oberlauf auch Thak Khola genannt) geprägt, dessen Tal und seine Nebenflüsse. Der Fluss verläuft von Nordosten nach Südwesten Richtung Nepal Terai und teilt dabei das Gebiet. Der Fluss war einst die Haupthandelsroute zwischen Tibet und Indien, insbesondere für Salz. Der Ausgang nach Süden verläuft durch die nach den Dihangschluchten zweittiefste Schlucht der Welt. Der traditionelle Hauptort des Königreiches ist Lo Manthang. Verwaltungssitz des gesamten Distrikts ist Jomosom, das seit 1962 einen Flugplatz besitzt und sich seit der Öffnung des Distrikts zum Haupttourismusort entwickelt hat.
Das gesamte Gebiet Mustangs steht unter besonderem staatlichen Schutz. Seit 1992 ist Lo Manthang eines der sieben unit conservation offices im Annapurna Conservation Area Project (ACAP), dem ältesten und größten Schutzgebiet in Nepal. Das Projekt will den Naturschutz fördern und gleichzeitig die Situation der Bevölkerung verbessern, wobei es in jeder Region unterschiedliche Schwerpunkte setzt. In Mustang soll besonders der kontrollierte Tourismus entwickelt, das kulturelle Erbe geschützt und alternative Energien gefördert werden. In der Bevölkerung ist ACAP nicht unumstritten; Kritik wird insbesondere an den trägen bürokratischen Entscheidungswegen geübt, es gibt auch Vorwürfe der Vetternwirtschaft.

## Geschichte

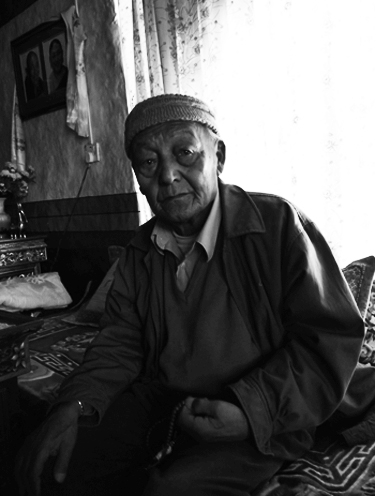
Raja Jigme Dorje Palbar Bista (2011)

Mustang war einst ein unabhängiges Königreich, gegründet um 1400 von dem legendären Krieger Ame Pal. Durch Sprache und Kultur war es eng an Tibet gebunden. Am Ende des 18. Jahrhunderts wurde das Reich von Nepal annektiert, blieb jedoch bis zur Mitte des 20. Jahrhunderts ein innenpolitisch autonomes Territorium innerhalb des nepalesischen Staates. Nach der Besetzung Tibets durch China und dem Zusammenbruch der Handelsrouten büßte das Land seine Unabhängigkeit vollends ein und ist seitdem als nördlicher Teil des Distriktes Mustang in die Verwaltungsstruktur Nepals eingegliedert. Die Monarchie lebte bis Sommer 2008 als Königreich von Lo fort, aber die jetzige nepalesische Regierung hat die Tradition der Rajas in Nepal aufgelöst. Der ehemalige Raja bzw. König (in der Landessprache Gyelpo) Jigme Palbar Bista (um 1930 – 2016) führte seine Abstammung traditionsgemäß in 25. Generation auf den Reichsgründer Ame Pal zurück. Er genoss weiterhin ein hohes Ansehen in der Bevölkerung.
Bis 1974 hielten sich tibetische Widerstandskämpfer im Mustang auf. Das Gebiet war daher für Reisende gesperrt. Der südliche Teil des Distrikts durfte bis in die 1970er Jahre, das Königreich von Lo bis 1992 nicht betreten werden, von wenigen Ausnahmen abgesehen. Für den Besuch des ehemaligen Königreiches ist auch heute noch eine Genehmigung notwendig.

## Bevölkerung

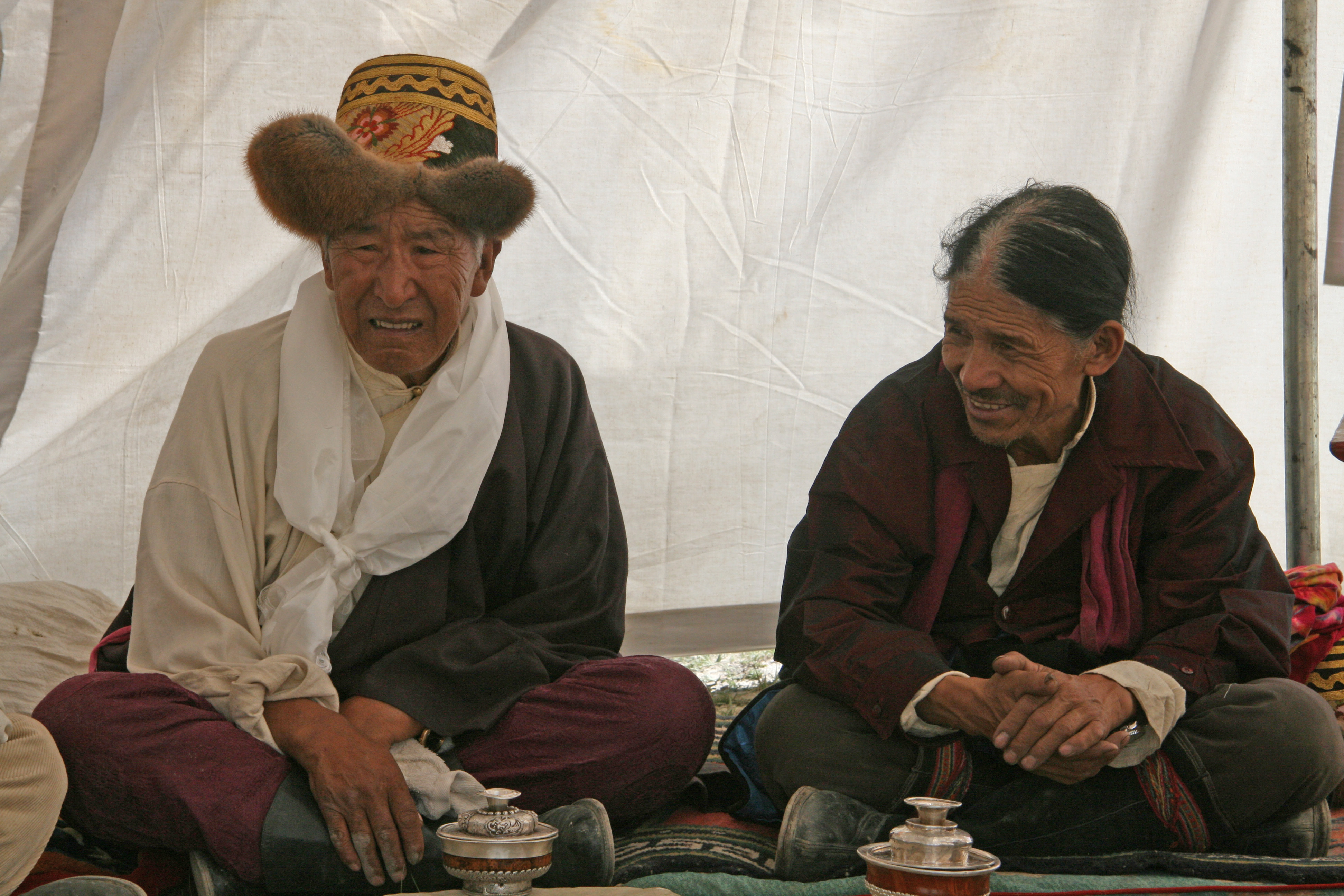
Lopas in Lo Manthang

Die Bezeichnung für die Landesbewohner von Lo lautet Lopa. Sie sind sprachlich und kulturell mit den Tibetern verwandt. Die Lowa oder Lop genannte Sprache ist ein tibetischer Dialekt. Sie wird von 7.500 Menschen gesprochen. Auch weitere tibetische Dialekte und Nepali sind in Gebrauch.
Die Bevölkerung von ca. 6.000 Einwohnern lebt in 32 Siedlungen. Der größte Teil lebt nahe dem Fluss Kali Gandaki. Die wegen der hohen Lage rauen Bedingungen haben jedoch eine jahreszeitliche Wanderung der Einwohner in die tiefer gelegenen Regionen Nepals zur Folge.

## Religion
Die Bewohner von Mustang sind Buddhisten. Die vorherrschenden tibetisch-buddhistischen Schulen sind die Nyingma und Sakya-Schule. Das Land besitzt eine sehr alte buddhistische Tradition. Bereits vor 2000 Jahren wurde die erste Meditationsstelle (tib. Gompa) gegründet. Die darauf folgende buddhistische Strömung erreichte Mustang mit dem großen indischen buddhistischen Meister Padmasambhava im 8. Jahrhundert. Er gründete die Nyingma-Schule. Etwas später, im 11. Jahrhundert, kam die Übertragung der Sakya-Schule nach Mustang. Der ehemalige König Jigme Palbar Bista wurde als eine Ausstrahlung des Bodhisattva Manjushri angesehen.
Generell haben im Lauf der Jahrhunderte immer mehr Lamas und Mönche Mustang verlassen. Gegenwärtig werden wieder mehr Klöster gegründet, zum Beispiel in Geling, Tsarang, Lo Manthang und Namgyal. Bei der Renovierung der Klöster wirkte die Bevölkerung aktiv unter der Anleitung von italienischen Restauratoren als angelernte Kunstmaler mit.
Wie überall in den buddhistisch geprägten Regionen des Himalaja schreiben die Lopas ihre Wünsche für das letztendliche Glück und Wohl aller Wesen auf farbige Gebetsfahnen, die die fünf Buddha-Familien repräsentieren und mit dem Wind in die Welt getragen werden.

## Wirtschaft

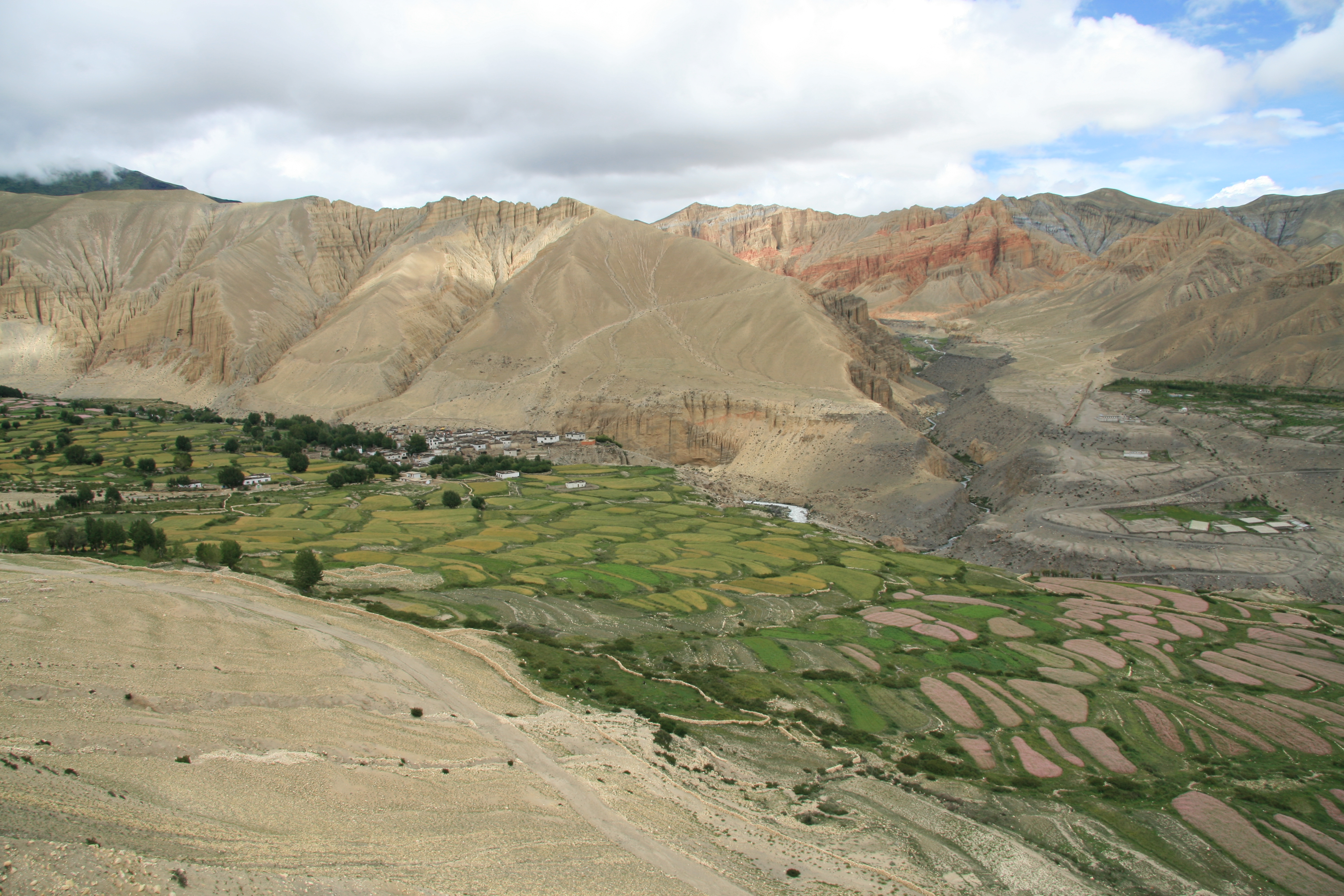
Buchweizenfelder bei Ghemi

Traditionell bezog Mustang einen Großteil seiner Einkünfte aus dem Salzhandel auf der Transitstrecke zwischen China und Indien, die im Flusstal der Kali Gandaki verläuft. Nach der Besetzung Tibets durch China brachen die Handelsrouten zusammen und der Lebensstandard sank kontinuierlich ab. Die wichtigsten Wirtschaftszweige sind die Landwirtschaft, seit den 1990er Jahren kommt der Tourismus hinzu. Im Winter wandern jedoch 50 % der Bevölkerung auf der Suche nach Erwerbsmöglichkeiten in den Süden.
Der Ackerbau ist wegen der Trockenheit auf Bewässerungssysteme angewiesen. Angebaut werden Buchweizen und Gerste, in klimatisch günstigen Regionen kommen Gemüse und Obst hinzu. Die Vegetationsperiode dauert von Mai bis September. Fünf Monate im Jahr ist der Boden jedoch von Schnee bedeckt. Im Süden können zwei, im Norden nur eine Ernte pro Jahr eingebracht werden. Die Viehzucht ist stark zurückgegangen, seit die Bauern ihre Herden nicht mehr auf die fruchtbaren Weiden jenseits der tibetischen Grenze treiben können. Die wichtigsten Nutztiere sind die Yaks, Wasserbüffel, Schafe und Ziegen.
Seit 2001 besteht zwischen Lo Manthang und Tibet eine unbefestigte Straßenanbindung. Die nepalesisch-chinesische Grenze wird allerdings nur ca. zweimal jährlich für den Grenzübertritt tibetischer Händler geöffnet. Ab 2009 existiert nun auch eine Verbindung zwischen Lo Manthang und Jomosom, die von geländegängigen Fahrzeugen genutzt werden kann. Die Straße verändert signifikant die wirtschaftlichen Rahmenbedingungen und die Lebensbedingungen der Menschen. Die Preise für importierte Waren wie Brennstoff und Reis sind stark gesunken, die Abhängigkeit von Lebensmittelimporten verstärkt sich.

## Dokumentarfilme
- Steve Chao: Mustang: A Kingdom on the Edge . Al Jazeera Correspondent, 20. Februar 2012 (Video, englisch, 47 Min.)
- Himalaya – Reich des Windpferdes – Teil 3 Mustang (Teil 1 Ladakh, Teil 2 Spiti). TV-Dokumentation von Hajo Bermann aus dem Jahr 2011.